# Левски Г
„Левски Г“ е квартал на град София, България, разположен в район „Подуяне“, на 5,2 километра източно от центъра на града.
Кварталът е разположен северно от булевард „Владимир Вазов“. Граничи с квартал „Левски В“ на юг, промишлената зона „Хаджи Димитър“ на запад и незастроени и невключени в квартали терени на север и на изток.

## Улици и произход на имената им
| Път                         | Наречен на                                  | Местоположение |
| --------------------------- | ------------------------------------------- | -------------- |
| „571“                       | –                                           | Карта          |
| „572“                       | –                                           | Карта          |
| „573“                       | –                                           | Карта          |
| „574“                       | –                                           | Карта          |
| „Владимир Вазов“            | Владимир Вазов (1868 – 1945), генерал       | Карта          |
| „Ген. Климент Бояджиев“     | Климент Бояджиев (1861 – 1932), генерал     | Карта          |
| „Могилите“                  | ?                                           | Карта          |
| „Поп Груйо“                 | Грую Бански (1836 – 1908), революционер     | Карта          |
| „Поручик Георги Кюмюрджиев“ | Георги Кюмюрджиев (1919 – 1943), офицер     | Карта          |
| „Станислав Доспевски“       | Станислав Доспевски (1823 – 1877), художник | Карта          |
| „Източна тангента“          | Изток, географска посока                    | Карта          |